# Franz Drexl
Franz Xaver Drexl (lateinisch Franciscus Drexl; * 25. November 1885 in Gammelsdorf; † 19. Februar 1951 in Edenkoben) war ein deutscher Byzantinist und Gymnasiallehrer.

## Familie
Franz Drexl war das zweitgeborene von insgesamt elf Kindern des Lehrers Eduard Drexl (1856–1930) und dessen Ehefrau Franziska, geborene Schneider (1863–1945), wobei sein im Dezember 1884 geborener älterer Bruder Eduard schon nach 16 Tagen verstorben war. Seine Brüder Urban (1887–1972), Eduard (1888–1965) und Andreas (1890–1976) wurden ebenfalls Lehrer. Urban Drexl veröffentlichte zwei Lehrbücher. In erster Ehe war er mit Hedwig Gschwendner (1890–1944) verheiratet. Aus der Ehe gingen ein Sohn und zwei Töchter hervor. Nach dem Tod seiner ersten Frau heiratete er am 3. Oktober 1944 in Garmisch-Partenkirchen in zweiter Ehe die Apothekerstochter und Bibliothekarin Agnes Seiter (1901–1951). Er verstarb im Alter von nur 65 Jahren nach langer Lungen- und Herzkrankheit.

## Leben und Werk
Franz Drexl besuchte die Volksschule in Kammerberg, die Lateinschule im Kloster Scheyern und das humanistische Gymnasium in Freising. Er studierte Klassische sowie mittel- und neugriechische Philologie an der Universität München. Mit der Dissertation Achmets Traumbuch. Einleitung und Probe eines kritischen Textes (Oneirocriticon Achmetis) wurde er 1909 bei Karl Krumbacher promoviert. Anschließend legte er die Staatsprüfung für das höhere Lehramt ab und praktizierte 1909/10 am Alten Gymnasium in Regensburg. 1910/11 war er Hauslehrer beim Baron von Frankenstein in Vilshofen, 1911/12 Präfekt am Studienheim St. Emmeram in Regensburg, von 1912 bis 1917 Reallehrer an der höheren Mädchenschule der Englischen Fräulein in Regensburg. Im Januar 1918 wurde er Gymnasiallehrer am Ludwigsgymnasium in München, seit 1926 unterrichtete er am Wittelsbacher-Gymnasium in München, dessen Direktor er zum 1. Oktober 1948 wurde. Von 1923 bis 1933 hatte er daneben einen Lehrauftrag für griechische Stilübungen an der Universität München.
Auf dem Gebiet der Byzantinistik beschäftige er sich vor allem mit den griechischen Traumbüchern sowie dem Werk von Michael Psellos. Er publizierte zahlreiche Aufsätze und Rezensionen in Fachzeitschriften.
Vor allem in seiner Regensburger Zeit, wo ihm keine wissenschaftliche Bibliothek zur Verfügung stand, publizierte er von 1913 bis 1923 im Verlag Habbel zahlreiche Werke für den Schulunterricht und Jugendliche. Sein erstes Werk galt den Befreiungskriegen. In der Folge gab er u. a. Bände mit Werken von Richard Wagner, Emanuel Geibel, Jean Paul, Johann Wolfgang von Goethe, Friedrich von Schiller, Gottfried von Straßburg, Wilhelm Hauff und Clemens Brentano heraus.
1923 erhielt er den Zographospreis der Bayerischen Akademie der Wissenschaften, 1942 die silberne Medaille Bene merenti der Bayerischen Akademie und 1942 wurde er korrespondierendes Mitglied der Gesellschaft für byzantinische Studien in Athen.

## Schriften (Auswahl)
Wissenschaftliche Veröffentlichungen
- Achmets Traumbuch. Einleitung und Probe eines kritischen Textes (Dissertation), F. P. Datterer, Freising 1909.
- Das Traumbuch des Patriarchen Nikephoros. In: Albert Michael Koeniger (Hrsg.): Festgabe A. Ehrhard. Beiträge zur Geschichte des christlichen Altertums und der byzantinischen Literatur. Schroeder, Bonn 1922, S. 94–118.
- Das Traumbuch des Patriarchen Germanos. In: Λαογραφία 7, 1923, S. 428–448. – Rezension von Otto Weinreich, Philologische Wochenschrift 46, 1926, S. 455–456, Nachdruck in: Ders., Ausgewählte Schriften. Bd. 2. Grüner, Amsterdam 1973, ISBN 90-272-7264-6, S. 204–205 (eingeschränkte Vorschau in der Google-Buchsuche).
- Die Berliner Achmethandschrift. In: Byzantinische Zeitschrift 24, 1924, S. 307–312.
- Achmetis Oneirocriticon. Teubner, Leipzig 1925.
- Das Traumbuch des Codex Parisinus Graecus 2511. In: Λαογραφία 8, 1925, S. 347–375. – Rezension von Otto Weinreich, Philologische Wochenschrift 46, 1926, S. 455–456, Nachdruck in: Ders., Ausgewählte Schriften. Bd. 2. Grüner, Amsterdam 1973, ISBN 90-272-7264-6, S. 204–205 (eingeschränkte Vorschau in der Google-Buchsuche).
- Das Traumbuch des Propheten Daniel nach dem Codex Vaticanus Palatinus 319. In: Byzantinische Zeitschrift 26, 1926, S. 290–314.
- Zehn Jahre griechische Patristik (1916–1925)
  - I. Teil: Die Jahrhunderte II und III n. Chr. In: Jahresbericht über die Fortschritte der klassischen Altertumswissenschaft 220, 1929, S. 131–163.
  - II. Teil: Die Jahrhunderte IV und V n. Chr. In: Jahresbericht über die Fortschritte der klassischen Altertumswissenschaft 57/230, 1931, S. 163–272.
- Michaelis Pselli scripta minora. Magnam partem adhuc inedita. Ed. recognovitque Eduardus Kurtz. Ex schedis eius relictis in lucem emisit Franciscus Drexl. 2 Bände Vita e pensiero, Mailand 1936–1941.

Veröffentlichungen für die Schule
- Freiheit und Vaterland! Kurze Geschichte der Befreiungskriege 1813–1815. Habbel, Regensburg 1913.
- Die Befreiungskriege 1813–15 / Dem deutschen Volke erzählt. Habbel, Regensburg 1913 (2. durchgesehene Auflage).
- Musikdramen / Richard Wagner (2 Bände). Habbel, Regensburg 1914.
- Dramen / Emanuel Geibel. Habbel, Regensburg 1915.
- Gedichte / Emanuel Geibel. Habbel, Regensburg 1915.
- Das Nibelungenlied in der Simrockschen Übertragung mit Einleitung und Anmerkungen. Habbel, Regensburg 1916.
- Des Quintus Fixlein Leben bis auf unsere Zeiten : In 15 Zettelkästen / Jean Paul. Habbel, Regensburg 1916.
- Die Flucht nach Ägypten und andere Novellen aus Wilhelm Meister / Johann Wolfgang von Goethe. Habbel, Regensburg 1916.
- Leben des vergnügten Schulmeisterleins Maria Wuz in Auenthal Eine Art Idylle / Jean Paul. Habbel, Regensburg 1916.
- Unterhaltungen deutscher Ausgewanderten / Johann Wolfgang von Goethe. Habbel, Regensburg 1916.
- Die guten Weiber. Novelle / von Johann Wolfgang von Goethe. Mit Anmerkung. Habbel, Regensburg 1917.
- Spiel des Schicksals und andere Erzählungen / von Friedrich von Schiller. Mit Anmerkung. Habbel, Regensburg 1917.
- Tristan und Isolde / von Gottfried von Straßburg. Eine Auswahl aus der Übertragung von H. Kurtz mit verbindendem Text und Anmerkung. Habbel, Regensburg 1917.
- Märchen für die Jugend / von Wilhelm Hauff (2 Bände). Habbel, Regensburg 1920.
- Das Märchen von Gockel und Hinkel / Clemens Brentano. Für die Jugend bearbeitet. Habbel, Regensburg 1921.
- Das Märchen vom Murmeltier und [das Märchen] vom Myrtenfräulein / Clemens Brentano. Für die Jugend bearbeitet. Habbel, Regensburg 1923.
- Das Märchen von dem Schulmeister Klopsstock und seinen fünf Söhnen / Clemens Brentano. Für die Jugend bearbeitet. Habbel, Regensburg 1923.